# Frederico Westphalen
Frederico Westphalen es un municipio brasileño situado en el estado de Río Grande del Sur. Tiene una población estimada, en 2021, de 31 675 habitantes.
Está ubicada a una latitud de 27º21'33" Sur y una longitud de 53º23'40" Oeste, a una altitud de 566 metros sobre el nivel del mar.
Ocupa una superficie de 265.18 km².